# Pouldreuzic
Pouldreuzic (bret. Pouldreuzig) – miejscowość i gmina we Francji, w regionie Bretania, w departamencie Finistère.
Według danych na rok 1990 gminę zamieszkiwały 1854 osoby, a gęstość zaludnienia wynosiła 111 osób/km² (wśród 1269 gmin Bretanii Pouldreuzic plasuje się na 339. miejscu pod względem liczby ludności, natomiast pod względem powierzchni na miejscu 606.).